# Berardino Leoni
Berardino Leoni (Cittaducale, 1º luglio 1919 – Bobrowskij, 3 agosto 1942) è stato un militare italiano, decorato di Medaglia d'oro al valor militare alla memoria nel corso della seconda guerra mondiale.

## Biografia
Nacque a Cittaducale il 1 luglio 1919, all'interno di una famiglia di agricoltori. Arruolato nel Regio Esercito nel gennaio 1941, fu assegnato a prestare servizio presso il 2º Reggimento bersaglieri di stanza a Roma. Nel giugno 1942 fu trasferito al 3º Reggimento bersaglieri mobilitato per essere assegnato alla 8ª Armata in partenza per il fronte orientale. Giunto in Unione Sovietica fu trasferito in servizio presso il XIII Battaglione del 6º Reggimento bersaglieri, inquadrato nella 3ª Divisione celere "Principe Amedeo Duca d'Aosta".
Il 2 agosto 1942 le truppe dell'Armata rossa, con l'appoggio di circa 40 carri armati, attaccarono in direzione dei villaggi di Baskovskij e di Bobrowskij, raggiunti entrambi e superati a costo di pesanti perdite. Le truppe sovietiche attaccarono poi quota 210 dove egli si trovava insieme ai propri commilitoni. Dopo aver compiuto una strenua resistenza, cadde colpito a morte. Per onorarne il coraggio fu decretata la concessione della Medaglia d'oro al valor militare alla memoria. Nel corso dell’azione trovarono la morte anche il tenente colonnello Enrico Rivoire decorato con Medaglia d'argento al valor militare, e il sottotenente Bruno Carloni decorato anch'egli con la Medaglia d’oro al valor militare.
Il comune di Cittaducale gli ha dedicato sul largo tra viale degli Abruzzi e via Terminillo un monumento bronzeo opera di Bernardino Morsani di Rieti.

### Annotazioni
1. ↑  Si trattava di 24 carri pesanti T-34 e 16 leggeri T-26.

### Fonti
1. ↑  Gruppo Medaglie d'Oro al Valor Militare 1965, p. 60.
2. 1 2 3 4 5 6 7  Combattenti Liberazione.
3. ↑   LEONI Berardino Medaglia d'oro al valor militare, su Presidenza della Repubblica.